# Río Bafing
El río Bafing es un río de África Occidental, de régimen tropical, que nace en Guinea y finaliza al unirse al río Bakoye, para dar formalmente nacimiento al río Senegal, el largo río que tras discurrir en dirección noreste y formar en su tramo final la frontera entre Mauritania y Senegal, acaba desembocando en el océano Atlántico. El Bafing se considera, por tanto, el curso alto o cabecera del río Senegal. Tiene una longitud de unos 500 km y drena una cuenca de unos 33 000 km² que se extiende por Guinea y Mali.

## Geografía

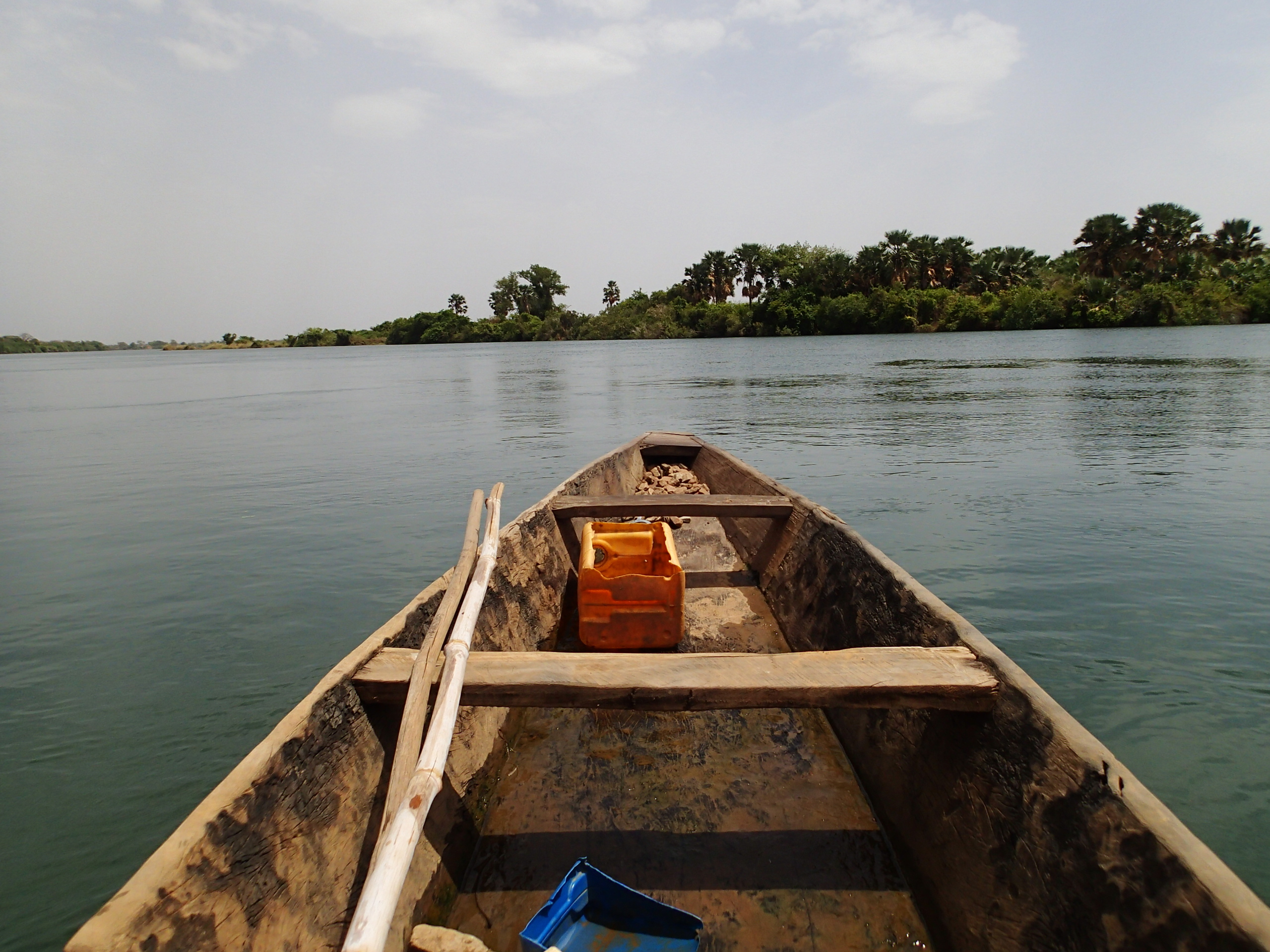
Bafing desde una canoa Bozo

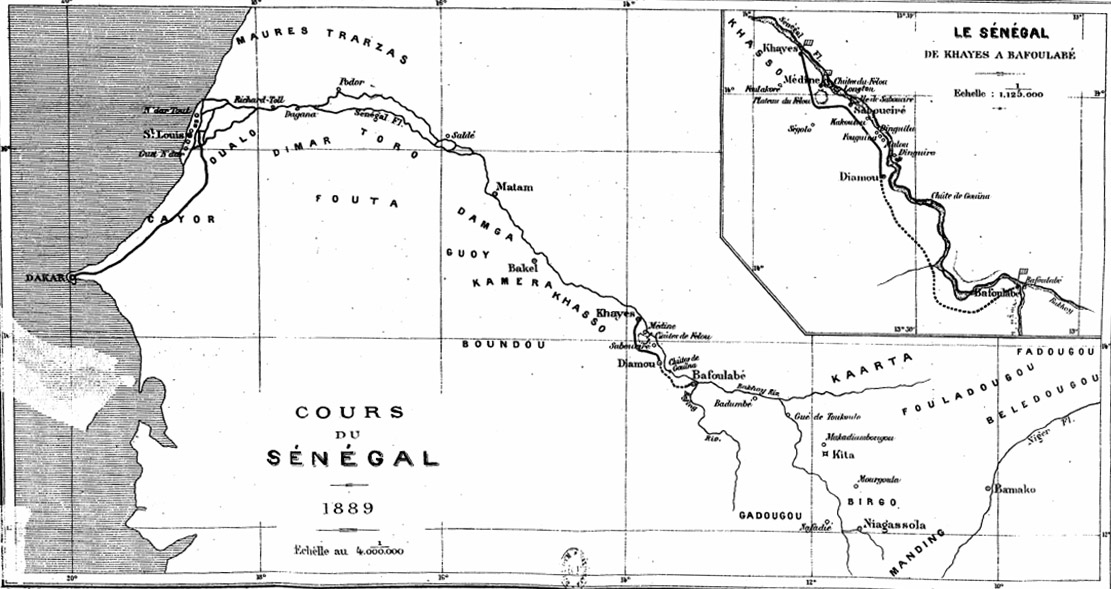
«Cours du Sénégal, 1889»

El río Bafing nace en una de las meseta del macizo montañoso de Futa Yallon, a una altitud de 1537 m, en la prefectura guineana de Dalaba. Discurre primero en dirección sur y entra en la prefectura de Mamou, pero en seguida vira y tras describir una amplia curva se encamina en dirección general norte-noroeste. Pasa por la pequeña localidad de Banko y durante un tramo hace de frontera entre las prefecturas de Mamou y Dabola, hasta llegar a la pequeña localidad de Boulinko. Aquí el río sigue en dirección noreste, siendo frontera entre las prefecturas de Tougué y Dinguiraye, donde se adentra en un corto trayecto. 
Después el río sigue siendo frontera, esta vez internacional, entre Guinea, al sur, y Malí, al norte, en concreto con la región de Kayes. En este tramo fronterizo pasa cerca de las localidades guineanas de Sabere Bani, Toubundi, Béréta y Soumani.
Luego el río se dirige en dirección norte por el occidente de Malí, siempre en la región de Kayes. Enseguida entra en el Parque Nacional Bafing, pasando por Bafing Makana, Niogo, Bafé, Diba y Goungoudala. Abandona el río el parque justo en la cola del gran embalse de la presa Manantali, construida entre 1981-87 y que ha formado un gran lago artificial o embalse (el lago Manatali, de 477 km² de superficie de agua). A orillas del embalse se encuentran las pequeñas localidades de Bamafele (12475 hab. en 1998), Kouroundi y Tondidi. El embalse tiene una longitud aproximada de unos 40 km y tras dejar atrás la presa —que tiene una longitud de 1460 m, una altura de 68 m y una potencia hidroeléctrica instalada de 104 MW—, el río vira hacia el este, un corto tramo en el que pasa por Manatali, Serholo, Sobéla y Farako. Tras recibir por la izquierda y procedente del sur al principal de sus afluentes, el río Dassabolo, se vuelve otra vez hacia el norte, pasando por Koumi Faradala, Mahina (17847 hab. en 1998) y llegando finalmente a la ciudad de Bafoulabé (24 870 hab. en 2008). Tras un recorrido de unos 500 km, se une por la izquierda al río Baoulé, para dar formalmente nacimiento al río Senegal. También se conoce como el río Negro en oposición al río Bakoye, al que se llama el río Blanco, y proporciona la mitad del caudal del Senegal. 
El río tiene una gran presa, la presa Manantali, en Malí, 
Entre 1895 y 1898, el ingeniero francés Gustave Eiffel construyó un gran puente para el ferrocarril, cerca de la ciudad de Mahinady.

## Régimen hidrológico
El río está bien alimentado, pero es muy irregular y depende totalmente de las precipitaciones del monzón. La cuenca cuenta con un clima tropical y recibe importantes precipitaciones, en sus curso alto entre 1000 y 2000 mm/año, estando además poco uniformemente distribuidas en todo el año. 
El caudal medio interanual o módulo del río es de 332 m³/s en su boca, pero puede disminuir hasta los 16,6 m³/s o 76 veces menos que el caudal medio en septiembre, que mostró una irregularidad estacional significativa. En el período de observación de 40 años, el caudal mínimo mensual fue de 0 m³/s(ríos completamente seco), mientras que el caudal mensual máximo fue de no menos de 2529 m³/s. El periodo de aguas altas es de julio a noviembre, y los período de aguas bajas de marzo a mayo. 
Caudal medio mensual del río Bafing medido en la estación hidrológica de Dibia
(en m³/s, para una cuenca vertiente de 30 235 km² (90% de la cuenca). Datos calculados para el período 1951-90)